# نجمونات
النجمونات (الاسم العلمي: Asteranae) هي فوق رتبة نباتية تتبع طائفة ثنائيات الفلقة من كاسيات البذور.

## رتب وفصائل
- مجموعة الجريسيات
  - النجميات
  - الممشقيات
  - الخيميات
- مجموعة اللاميونيات
  - الشفويات
  - الباذنجانيات
  - الجنطيانيات
  - شرابيات الحرير
  - الحملية